# Malte Delow
Malte Delow (* 22. April 2001 in Berlin) ist ein deutscher Basketballspieler.

## Laufbahn

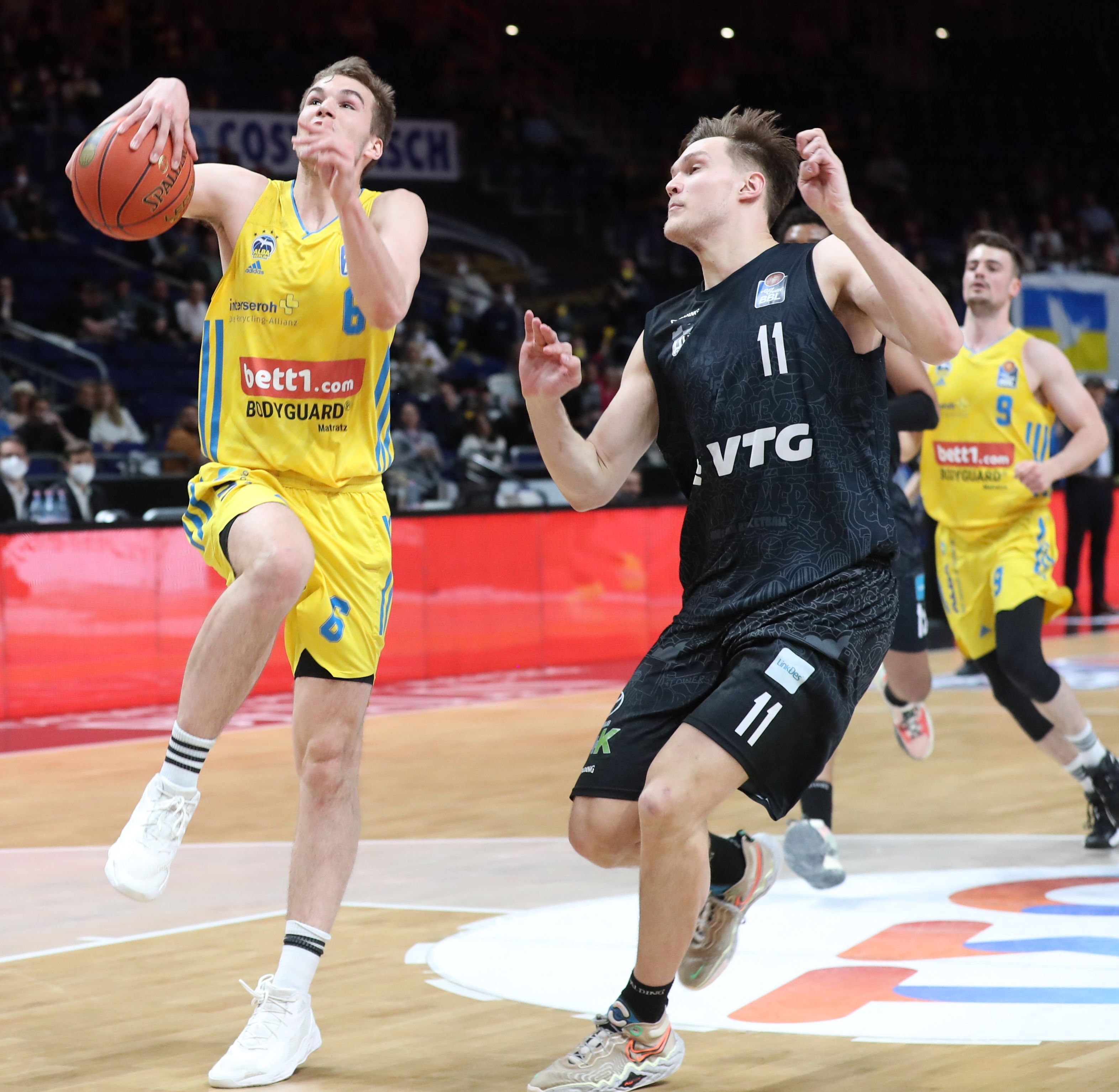
Delow im Alba-Trikot (2022)

Delow, der in Berlin geboren wurde und in Berlin-Wilhelmsruh aufwuchs sowie Fußball beim VfB Einheit zu Pankow spielte, begann seine Basketballvereinskarriere im Jahr 2012, er durchlief die Jugendabteilung von Alba Berlin. 2017 wurde er mit den Berlinern deutscher U16- und ein Jahr später U19-Meister. Im Laufe der Spielzeit 2017/18 wurde er mittels einer Doppellizenz erstmals auch beim SSV Lokomotive Bernau in der 2. Bundesliga ProB eingesetzt.
Anfang Oktober 2019 gab er unter Trainer Aíto García Reneses in den Farben Alba Berlins seinen Einstand in der Basketball-Bundesliga und erzielte in seinem Premierenspiel sechs Punkte gegen den SC Rasta Vechta. Ende Juni 2020 gewann er mit den Berlinern die deutsche Meisterschaft und wiederholte diesen Erfolg 2021. Zur Saison 2021/22 erhielt er seinen ersten Profivertrag, Alba Berlin verpflichtete ihn für vier Jahre. Delow wurde mit Berlin im Februar 2022 deutscher Pokalsieger und im Juni 2022 zum dritten Mal in Folge deutscher Meister. Seine Spielanteile in der Bundesliga stiegen in der Saison 2021/22 auf rund 17 Minuten Einsatzzeit je Begegnung, die er zu einem Durchschnitt von 5,5 Punkten nutzte.

### Nationalmannschaft
Mit der deutschen U18-Nationalmannschaft nahm er 2019 an der Europameisterschaft teil. Im Juni 2022 erhielt Delow die Einberufung in die deutsche Herrennationalmannschaft. Im Sommer 2023 nahm er mit einer U23-Auswahl des Deutschen Basketball Bunds unter der Leitung von Bundestrainer Gordon Herbert an einem internationalen Turnier im kanadischen Toronto teil. Im Februar 2024 gab Delow in einem EM-Qualifikationsspiel gegen Montenegro seinen Einstand in der deutschen Herrennationalmannschaft. Er wurde 2024 in die deutsche A2-Nationalmannschaft berufen.

## Erfolge und Auszeichnungen

### Als Vereinsspieler
- Deutscher Meister: 2020, 2021, 2022

### Auszeichnungen
- Bester deutscher Nachwuchsspieler der Basketball-Bundesliga 2023
- Wertvollster Bundesliga-Spieler des Monats März 2024[19]